# Bombacaceae
Famille
Classification APG III (2009)
Les Bombacaceae sont une famille d'arbres tropicaux, très bien représentés en Amérique du Sud. Cette famille inclut des espèces remarquables. De nombreux spécimens se signalent par leur tronc épais ou renflé qui leur permet de stocker beaucoup d'eau ainsi que par leur couronne spectaculaire, étalée et aplatie. Leurs feuilles souvent lobées sont réunies à l'extrémité des branches épaisses. Leurs fleurs dotées de cinq pétales et de nombreuses étamines sont généralement grandes et éclatantes. Les capsules des fruits, parfois ailées, contiennent des poils fins.
Parmi les membres les plus connus de cette famille on peut citer :
- les baobabs (genre Adansonia) au tronc massif, parfois appelés arbres-bouteilles
- les fromagers (Bombax ceiba et Ceiba pentandra) qui fournissent une fibre végétale, le kapok
- le balsa (Ochroma pyramidale) dont on emploie en aéromodélisme le bois extrêmement léger
- le durian (Durio zibethinus) est cultivé en Asie du Sud-Est pour ses fruits comestibles et odorants
- la pachira (Pachira aquatica) aujourd'hui à la mode pour être cultivé en appartement.

## Étymologie
Le nom vient du genre Bombax, dont Théis nous dit qu’il vient de βομβυξ  / bombyx, un des noms grecs du coton, en référence au fruit de cet arbre dont les graines sont enveloppées dans un fin duvet semblable à du coton.

## Classification
La classification phylogénétique regroupe les Bombacacées, les Tiliacées et les Sterculiacées au sein de la famille des Malvacées. Les Bombacacées correspondent sommairement à la sous-famille des Bombacoideae.

## Liste des genres
Les Bombacacées comprenant 180 espèces réparties en 30 genres :
- Adansonia, Aguiaria, Bernoullia, Bombacopsis, Bombax, Catostemma, Cavanillesia, Ceiba, Chorisia, Coelostegia, Cullenia, Durio, Eriotheca, Gyranthera, Huberodendron, Kostermansia, Matisia, Neesia, Neobuchia, Ochroma, Pachira, Patinoa, Phragmotheca, Pseudobombax, Quararibea, Rhodognaphalon, Rhodagnaphalopsis, Scleronema, Septotheca, Spirotheca.